# Le Triangle de fer
Pour plus de détails, voir Fiche technique et Distribution.
Le Triangle de fer (The Iron Triangle) est un film américain d'Eric Weston, sortie aux États-Unis le 24 janvier 1989. Ayant pour sujet la guerre du Viêtnam, le film reste inédit dans les salles de cinéma françaises et est diffusé directement dans les vidéo-clubs, précédent une diffusion sur Canal +. Johnny Hallyday, apparaît, en vétéran français de la guerre d'Indochine, dans un rôle secondaire.

## Synopsis
Un capitaine de l'US Army capturé par l'ennemi se prend d'amitié avec un jeune Viêtcong.

## Fiche technique
- Titre original : The Iron Triangle
- Titre français : Le Triangle de fer
- Pays d'origine :  États-Unis
- Réalisateur : Eric Weston
- Producteurs : Tony Scotti, Angela Schapiro et John A. Bushelman
- Musique  : Michael Lloyd , John D'Andrea et Nick Strimple
- Durée du long métrage : 91 minutes
- Langue d'origine  : Anglais américain
- Lieu de tournage : Sri Lanka
- Date de sortie : États-Unis : 24 janvier 1989

## Distribution
- Beau Bridges : le capitaine Keene de l'U.S. Army
- Liem Whately : Ho, le jeune combattant Viet Cong
- Haing S. Ngor : le colonel Tuong de l'Armée nord-vietnamienne
- Jim Ishida : Khoi, sous-officier Viet Cong
- Ping Wu : Pham, un combattant Viet Cong et le meilleur ami d'Ho
- Johnny Hallyday : Jacques, vétéran français de la guerre d'Indochine devenu garde du camp de prisonniers nord-vietnamiens
- François Chau : capitaine Duc de l'ARVN